# کامه‌یاما، میه
کامه‌یاما در استان میه در کشور ژاپن واقع شده‌است  که دارای جمعیت ۵۰٬۳۰۴ نفر و مساحت ۱۹۰٫۹۱ کیلومتر مربع با تراکم جمعیت ۲۶۳  نفر در کیلومترمربع است و در تاریخ ۱ اکتبر ۱۹۵۴ به عنوان شهر شناخته شد.